# Тискорния, Анхелика
Анхелика Тискорния (исп. Angélica Tiscornia; 22 августа 1912, Гуалегуай, Аргентина) — аргентинская супердолгожительница, чей возраст подтверждён GRG и LQ. Является 18-м старейшим живущим жителем мира и старейшей живущей жительницей Аргентины.

## Биография
Анхелика Тискорния родилась в Гуалегуайе, провинция Энтре-Риос, Аргентина, 22 августа 1912 года. У неё было шестеро братьев и сестер. Позже она вышла замуж и родила дочь Марту, которую Анхелика пережила, так как у Марты были проблемы с сердцем. В 1973 году она переехала в город Буэнос-Айрес.
В преклонном возрасте Анхелика переехала в дом престарелых. В мае 2020 года ее госпитализировали с COVID-19, но через 2 недели она уже поправилась.
Анхелика обожает сладости и шоколад, но ей не нравится алкоголь. В свои годы она самостоятельна, хорошо питается и не принимает никаких лекарств. Единственный родственник, оставшийся у неё - это 80-летний племянник.
На начало 2025 года проживала в Буэнос-Айресе, Аргентина.

## Рекорды долголетия
- 22 августа 2022 года Анхелика стала супердолгожителем.
- 12 мая 2025 года она стала старейшим живущим человеком в Аргентине, после смерти 113-летней Исабель Барлетты.